# Хомраниці
Хомраниці (пол. Chomranice) — село в Польщі, у гміні Хелмець Новосондецького повіту Малопольського воєводства.
Населення — 972 особи (2011).

## Географія
У селі бере початок потік Сьвідник.

## Демографія
Демографічна структура станом на 31 березня 2011 року:
|          | Загалом | Допрацездатний вік | Працездатний вік | Постпрацездатний вік |
| -------- | ------- | ------------------ | ---------------- | -------------------- |
| Чоловіки | 493     | 139                | 308              | 46                   |
| Жінки    | 479     | 106                | 274              | 99                   |
| Разом    | 972     | 245                | 582              | 145                  |